# Elecciones legislativas de Guatemala de 1955
Las elecciones legislativas de Guatemala de 1955 se llevaron a cabo el 18 de diciembre de 1955 y fueron ganadas por el Movimiento Democrático Nacional (MDN) con 58 de los 66 escaños en el Congreso.

## Results
| Partido                                    | Votos     | % | Escaños |
| ------------------------------------------ | --------- | - | ------- |
| Movimiento Democrático Nacional (MDN)      |           |   | 58      |
| Democracia Cristiana Guatemalteca (DCG)    |           |   | 5       |
| Partido de Unificación Anticomunista (PUA) |           |   | 3       |
| Votos inválidos/nulos                      |           |   | -       |
| Total                                      |           |   | 66      |
| población inscrita                         | 689.985   |   |         |
| Población total                            | 3.180.000 |   |         |
| Fuente: Nohlen                             |           |   |         |